# Appenweier
Appenweier es un municipio en el distrito de Ortenau en Baden-Wurtemberg, Alemania, aproximadamente 10 km al norte de Offenburg. El documento más antiguo que menciona el topónimo Appenweier data del año 884.